# Shqiprim Binakaj
Shqiprim Binakaj (* 26. April 1989 in Gjakova, SFR Jugoslawien) ist ein ehemaliger kosovarischer Fußballspieler, der zuletzt bei der TSG Backnang unter Vertrag stand.

## Karriere
Binakaj kam 2008 von der TSG Backnang 1919 zur SG Sonnenhof Großaspach. Mit Großaspach stand er in der Folge zwei Mal im Finale um den WFV-Pokal (2009 1:0 gegen SpVgg 07 Ludwigsburg, 2012 0:2 gegen 1. FC Heidenheim), bestritt zwei Partien im DFB-Pokal und stieg mit dem Klub 2009 als Oberligameister in die Regionalliga und 2014 als Regionalligameister in die 3. Liga auf. Auch in der 3. Liga gehört Binakaj regelmäßig zum Aufgebot und erzielte am 31. Oktober 2014 beim 3:1-Heimerfolg gegen den FSV Mainz 05 II sein erstes Tor im Profifußball. 
Im Juni 2019 entschied sich Binakaj, seinen auslaufenden Vertrag nicht zu verlängern und verließ Großaspach nach 317 Ligaeinsätzen (41 Tore) in elf Jahren. Im Anschluss kehrte er zu seinem Jugendverein Backnang in die Verbandsliga zurück. 2020 stieg er mit dem Klub in die Oberliga auf, dabei traf er im August 2019 gegen den FSV Hollenbach aus über 60 Metern, das Tor wurde von der ARD in die Auswahl zum Tor des Monats aufgenommen. Anfang 2022 verließ er den Klub aus beruflichen Gründen.